# قوچقار (رود)
قوچقار  (به قرقیزی: Кочкор، قوچقور) یک رود در قرقیزستان است که در استان نارین واقع شده‌است.